# Heinrich Adam (Maler)

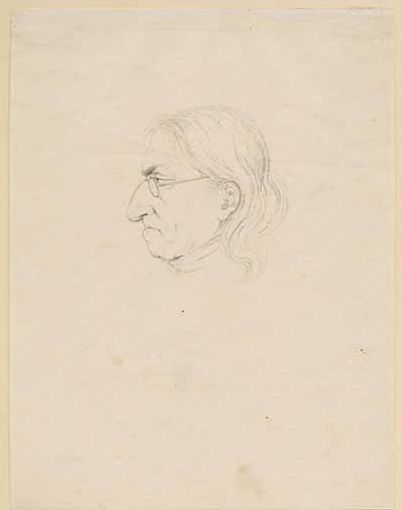
Heinrich Adam, Zeichnung von Arthur von Ramberg

Heinrich Adam (* 27. März 1787 in Nördlingen; † 15. Februar 1862 in München) war ein deutscher Radierer und Landschaftsmaler.

## Leben
Heinrich Adam war der zweite Sohn des Konditors und Spezereihändlers in Nördlingen Veit Jeremias Adam (1754–1830) und dessen Ehefrau Margarethe Barbara, eine Tochter des Pastors Thilo aus Nördlingen. Sein älterer Bruder, der Maler Albrecht (1786–1862), wurde Haupt der Maler- und Lithografenfamilie Adam.
Nach einer Konditorlehre ging Heinrich Adam 1808 nach Augsburg an die „Reichsstädtische Kunstakademie“, wo er sich zum Radierer ausbilden ließ. Neben eigenen Arbeiten radierte er Bilder seines Bruders Albrecht und Werke Alter Meister, vorzugsweise der niederländischen Malerei. Während seines ersten Aufenthalts am Comer See 1811, wandte er sich zudem der Aquarellmalerei zu, später auch der Ölmalerei. Weitere Studienreisen nach Oberitalien folgten in den Jahren 1813, 1819, 1821 und 1851. Auf ihnen fertigte Heinrich Adam Zeichnungen und Skizzen, die er in seinen Landschaftsgemälden darstellte.  In seinen Werken finden sich außerdem Motive aus der Schweiz, den bayerischen Alpen und Stadtansichten, vor allem aus München und Umgebung. „Seine Bilder sind fleißige und naturgetreue Arbeiten, aber in nüchterner und trockener Manier ausgeführt, ebenso wie seine Radierungen.“
1822 heiratete er Julie Brack (1800–1892).

## Werke (Auswahl)
- Blick auf Como, 1827
- Neuhauser Straße in Richtung Karlstor, im Vordergrund St. Michael, München, 1829
- Ruine und Schloss am Fernsteinpass, 1832
- Blick auf den Comer See und die Stadt Como, 1833
- Marienplatz mit Schranne, München, 1843
- Riva am Gardasee, 1843
- Blick vom Siegestor aus in die Ludwigstraße hinauf, München 1844; deutsche Privatsammlung
- Blick auf Schloss Hohenschwangau mit Alp- und Schwansee und weitere Ansichten
- Schloss Biederstein in München
- Blick auf Starnberg mit Kirche und Schloss
- Schloss Nymphenburg in München

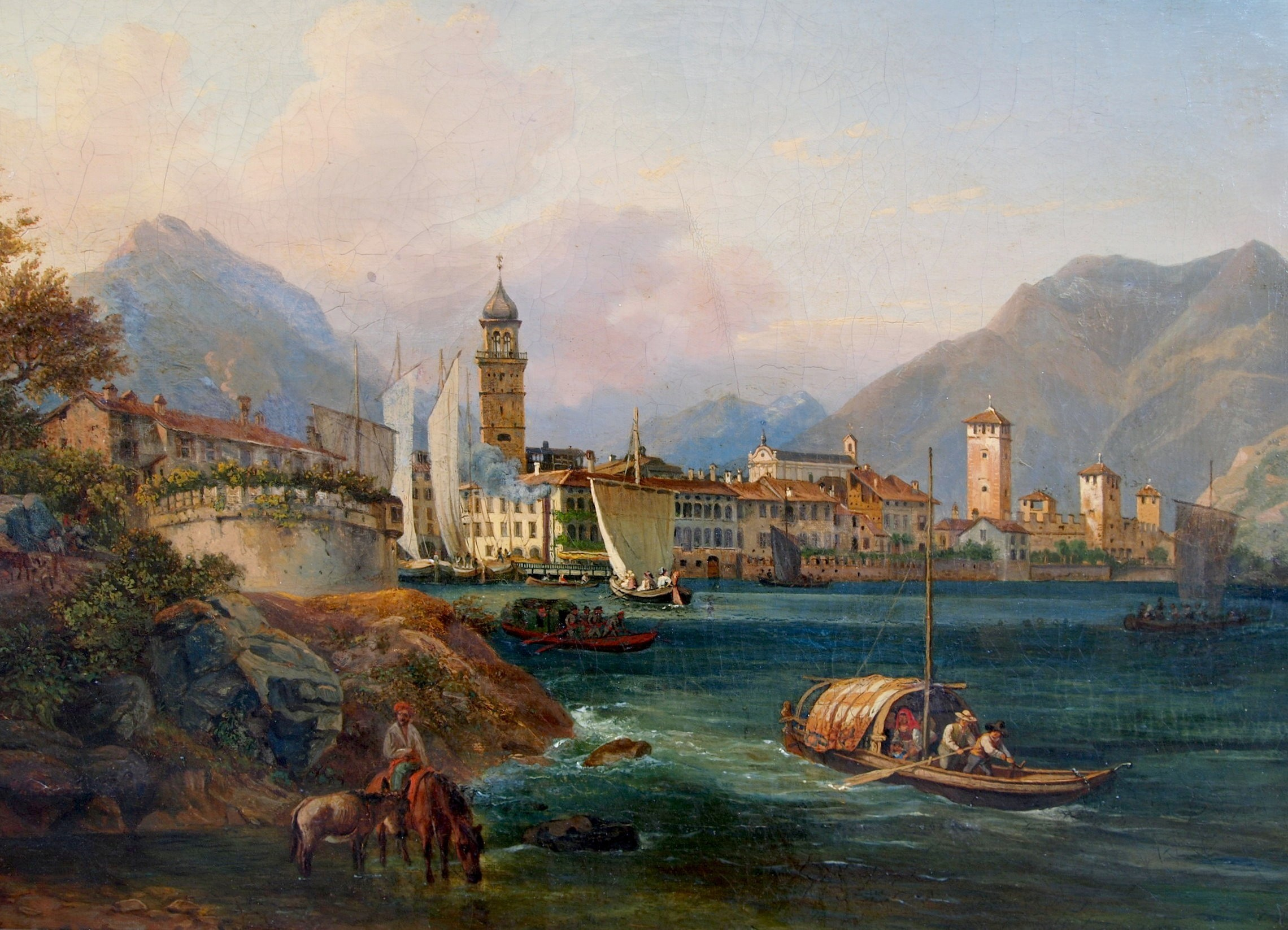
Riva del Garda
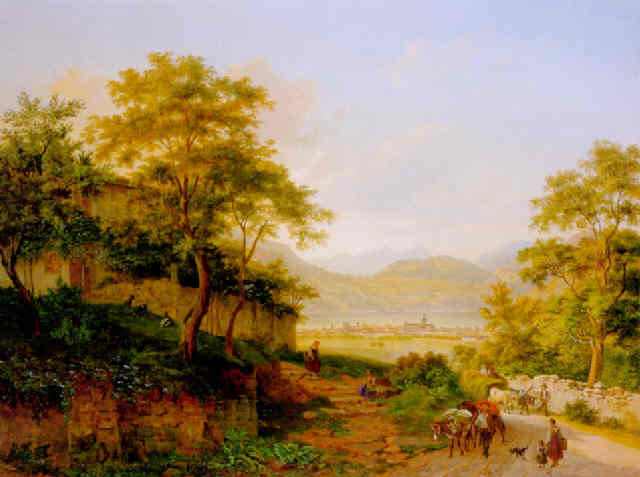
Blick auf Como
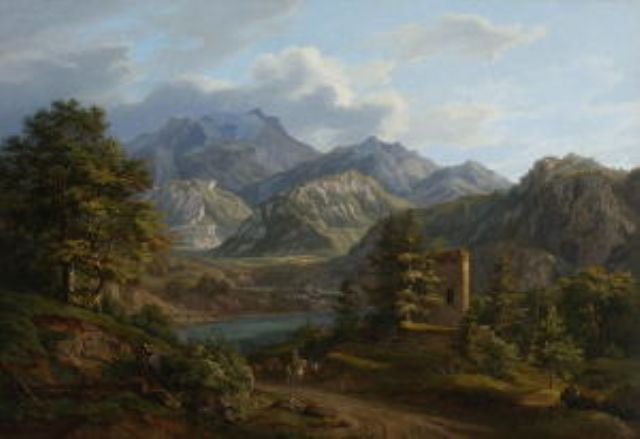
Ruine und Schloss am Fernsteinpass

## Grabstätte

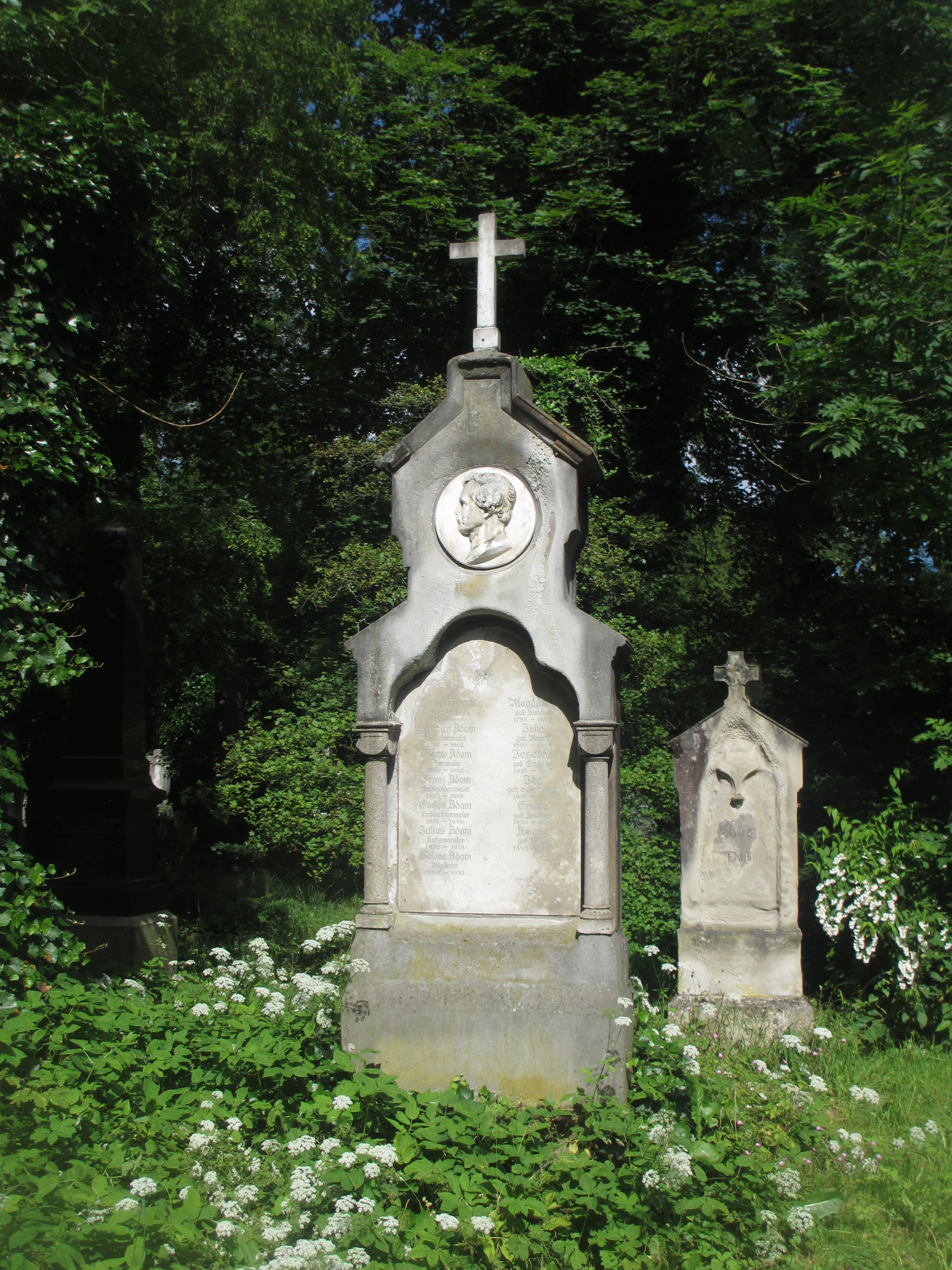
Grab von Heinrich Adam auf dem Alten Südlichen Friedhof in München

Laut Inschrift auf der Grabstätte des Bruders (Albrecht Adam 1786–1862) von Heinrich Adam befindet sich auch sein Grab in dem des Bruders auf dem Alten Südlichen Friedhof in München (Gräberfeld 27 – Reihe 1 – Platz 25/26) Standort. Das Grabbuch jedoch verzeichnet den Bruder Heinrich Adam nicht. Die Inschrift auf dem Grab wurde vermutlich in neuerer Zeit als Teil aller „malenden“ Familienmitglieder aufgenommen.